# Dendronephthya speciosa
Dendronephthya speciosa is een zachte koraalsoort uit de familie Nephtheidae. De koraalsoort komt uit het geslacht Dendronephthya. Dendronephthya speciosa werd in 1905 voor het eerst wetenschappelijk beschreven door Kükenthal. 